# Dražen Martić
Dražen Martić, Bivši nogometaš Hajduka, nogomet započinje igrati pred rat 1940-te godine, pa je odigrao samo jedan prvenstveni susret i to protiv Splita u Splitu 24. ožujka 1940. koja je završila visokom pobjedom Hajduka od 8:3; za Hajduk su pogotke dali Čapeta (4), Lemešić (3) i Jirži Sobotka.
Odigrao je i jedan prijateljski susret ali bez pogodaka.
Statistika u Hajduku
| Natjecanje        | Nastupi | Zgoditci |
| ----------------- | ------- | -------- |
| Prvenstvo         | 1       | 0        |
| Kup               | 0       | 0        |
| Superkup          | 0       | 0        |
| Međunarodne       | 0       | 0        |
| Splitski podsavez | 0       | 0        |
| Ukupno            | 1       | 0        |
| Prijateljske      | 1       | 0        |
| Sveukupno         | 2       | 0        |